# Jason Molina
Jason Molina (Lorain (Ohio), december 1973 – Indianapolis (Indiana), 16 maart 2013) was een Amerikaans muzikant. Zijn muziek wordt veelal vergeleken met die van Will Oldham, met wie hij in 2002 de ep Amalgamated Sons of Rest opnam. Hij maakte gebruik van het pseudoniem Songs: Ohia, een naam waarmee hij als soloartiest optrad en waaronder tevens zijn band bekend was.

## Biografie
Molina begon zijn muzikale loopbaan in de omgeving van Cleveland, waar hij als bassist in heavymetalbandjes speelde. Daarna legde hij zich toe op het schrijven en in lo-fi opnemen van alternatieve countrymuziek. Hij bracht in eigen beheer albums uit en maakte daarvoor gebruik van diverse artiestennamen, waaronder Songs: Radix, Songs: Albian en Songs: Unitas.
In het begin van 1996 werd zijn eerste single uitgegeven, getiteld Soul. Het toen pas opgerichte platenlabel Secretly Canadian benaderde Molina om nog een single op te nemen. Een jaar later werd zijn debuutalbum door hen uitgegeven. Hij maakte sindsdien gebruik van de artiestennaam Songs: Ohia. In 2003 richtte hij de band Magnolia Electric Company op. Deze wisselde vaak van samenstelling met Molina als enig vast lid. Het door Steve Albini geproduceerde album Magnolia Electric Co. werd door recensenten zeer gunstig ontvangen en kreeg op Metacritic een score van 85/100.
Molina stopte in december 2009 met toeren om gezondheidsredenen. In 2011 werd bekend dat hij met een alcoholverslaving kampte. Zijn familie deed een oproep om geld te doneren, omdat Molina geen zorgverzekering had en zijn afkickprogramma niet meer kon bekostigen. In mei 2012 kwam hij weer in de publiciteit toen hij zijn laatste album aankondigde, Autumn Bird Songs, dat in september 2012 werd uitgegeven. Molina overleed op 39-jarige leeftijd aan de gevolgen van leverfalen.

## Discografie (selectie)

### Songs: Ohia
Studioalbums
- Songs: Ohia (1997)
- Impala (1998)
- Axxess & Ace (1999)
- The Lioness (2000)
- Ghost Tropic (2000)
- Didn't It Rain (2002)
- Magnolia Electric Co. (2003)

Touralbums
- The Ghost (1999)
- Protection Spells (2000)

Livealbums
- Mi Sei Apparso Come Un Fantasma (2001)

### Jason Molina (solo)
- Pyramid Electric Co. (2004)
- Let Me Go, Let Me Go, Let Me Go (2006)
- Autumn Bird Songs (2012)

### Magnolia Electric Co.
- Trials & Errors (2005)
- What Comes After the Blues (2005)
- Fading Trails (2006)
- Sojourner (2007)
- Josephine (2009)